# حب الحياة
حب الحياة (بالإنجليزية: Love of Life)‏ هو مسلسل تم إنتاجه في الولايات المتحدة. بدأ عرضه في سنة 1951 على سي بي إس. بلغ عدد مواسم المسلسل 29 موسما، بلغ عدد حلقاته 7316 حلقة، وتبلغ مدة الحلقة الواحدة 15 دقيقة. تم بث المسلسل لأول مرة بتاريخ 24 سبتمبر 1951 بينما تم بث آخر حلقة منه بتاريخ 1 فبراير 1980. من بطولة أودري بيترز.

## وصلات خارجية
- حب الحياة على موقع IMDb (الإنجليزية)
- حب الحياة على موقع كينوبويسك (الروسية)
- حب الحياة على موقع قاعدة بيانات الفيلم (الإنجليزية)